# Биологизам
Биологизам или биолошки детерминизам је социолошко становиште које принципе и категорије из биологије преноси у социологију. Заснива се на претпоставци да људско друштво функционише по принципима биологије, односно на начин како функцинишу живи организми. Њен оснивач је Херберт Спенсер. Данас се ово становиште сматра застарелим и превазиђеним.
Основна начела биологизма су:
- Органицизам - схватање да између друштва и организма постоји директна аналогија.
- Еволуционизам - као код живих бића, постоји еволуција од нижих ка вишим врстама у друштву.
- Социјалдарвинизам - начела Дарвинове теорије се примењују на друштво (Порекло врста и Порекло човека).
- Зоосоциологизам - принципи животињских група се преносе на друштвене организације.

Расизам се појављује у различитим облицима као дериват биологизма.